# Santovenia
Santovenia község Spanyolországban,  Zamora tartományban. Santovenia Villaveza del Agua, Villafáfila, Villarrín de Campos, Granja de Moreruela, Bretó és Milles de la Polvorosa községekkel határos. Lakosainak száma 227 fő (2024).

## Népesség
A település népessége az utóbbi években az alábbiak szerint változott:
| Lakosok száma | 412  | 367  | 320  | 326  | 304  | 284  | 273  | 241  | 231  | 227  |
|               | 2001 | 2004 | 2007 | 2009 | 2012 | 2014 | 2017 | 2019 | 2022 | 2024 |